# San Martín Sacalm
Sant Martí Sacalm es una localidad española del municipio gerundense de Susqueda, en la comunidad autónoma de Cataluña.

## Historia
A mediados del siglo XIX, por entonces parte del municipio de Susqueda, contaba con una población de 150 habitantes. Aparece descrita en el decimotercer volumen del Diccionario geográfico-estadístico-histórico de España y sus posesiones de Ultramar de Pascual Madoz de la siguiente manera: 

SACALM (San Martin): l. en la prov. de Gerona (4 leg.), part. jud. de Sta. Coloma de Farnés (4), aud. terr., c. g., de Barcelona (14), dióc. de Vich (2 1/2), ayunt. de Surqueda: sit. en terreno montañoso con buena ventilacion y clima frio pero sano. Tiene 90 casas; escuela de instruccion primaria; una igl. parr. (San Martin) servida por un cura de primer ascenso; un cementerio en parage ventilado,y un cast. llamado de Fornils, propio del duque de Medinaceli, sit. al estremo de la pobl. El térm. confina N. San Pedro Sacosta; E. Amer; S. Susqueda, y O. Tavertet, Fábregas y Rupit, del part. de Vich; en él se encuentra el famoso santuario de Ntra. Sra del Far, sobre la cima del monte de su nombre; es muy concurrido y tiene un beneficio fundado en 11 de setiembre de 1534. El terreno es montuoso , abundante en arbolado de castaños , y le cruzan varios caminos locales de herradura.El correo se recibe de Vich. prod.: centeno y legumbres; cria ganado y caza de distintas especies. pobl.: 30 vec., 150 alm. cap. prod.: 1.725,600 rs. imp.: 43,140.
(Madoz, 1849, p. 607)

En 2021 la entidad singular de población tenía censados 33 habitantes y el núcleo de población 15 habitantes.